# DDR-Rundfahrt 1962
Die DDR-Rundfahrt 1962 war ein Etappenrennen, das zum 13. Mal auf dem Gebiet der Deutschen Demokratischen Republik ausgetragen wurde. Die Rundfahrt fand vom 14. bis 22. August statt und wurde von dem Leipziger Klaus Ampler gewonnen. Gegenüber dem Vorjahr gab es keine Mannschaftswertung, dafür wurden erstmals die besten Nachwuchsfahrer ermittelt. Bester ausländischer und niederländischer Fahrer war Cees Lute auf dem sechsten Platz.

## Teilnehmer
Das Teilnehmerfeld war in Mannschaften gegliedert, die von den DDR-Radsportzentren, von der Sportvereinigung Dynamo und den beiden ausländischen Teams Niederlande und Ungarn gebildet wurden. Unter den Aktiven befanden sich der Vorjahressieger Gustav-Adolf Schur vom SC DHfK Leipzig sowie der frisch gekürte DDR-Meister Klaus Ampler. Folgende Mannschaften beteiligten sich an der Rundfahrt:
- SC Dynamo Berlin I
- SC Dynamo Berlin II
- SC Einheit Berlin
- BSG Post Berlin
- SC Wismut Karl-Marx-Stadt I
- SC Wismut Karl-Marx-Stadt II
- ASK Vorwärts Leipzig I
- ASK Vorwärts Leipzig II
- SC DHfK Leipzig I
- SC DHfK Leipzig II
- SV Dynamo
- Niederlande
- Ungarn

## Streckenverlauf
Erstreckten sich die vorangegangenen DDR-Rundfahrten über das gesamte Gebiet der DDR, so war die 1962er Strecke in den Süden des Landes verlegt worden. Erstmals wurden vorwiegend kleinere Etappenorte ausgewählt. Die Tour begann in Magdeburg und endete in Schönebeck, vor den Toren von Magdeburg. Die Fahrer hatten auf neun Etappen, von denen eine als Einzelzeitfahren ausgetragen wurde, insgesamt 1.280 Kilometer zurückzulegen. Das überwiegend gebirgige Terrain wurde für sieben Bergwertungen genutzt. Mit 220 Kilometern war der dritte Tagesabschnitt von Bad Langensalza nach Plauen am längsten.

## Rennverlauf
Bereits auf der ersten Etappe zeigte DDR-Meister Ampler, dass er gewillt war, der Rundfahrt seinen Stempel aufzudrücken. Zusammen mit dem Leipziger ASK-Fahrer Helmut Zirngibl war er dem Feld um über eine Minute enteilt und holte sich mit einem Vorsprung von einer halben Minute das Gelbe Trikot. Nach seinem zweiten Etappensieg auf dem dritten und längsten Tagesabschnitt, den er sich nach einer 42 Kilometer langen Alleinfahrt erkämpft hatte, lag Ampler bereits mit knapp fünf Minuten in der Gesamteinzelwertung in Front. Sicher trug er bis nach Schönebeck das Gelbe Trikot zum Gesamtsieg, den er sich mit einem Vorsprung von 8:35 Minuten holte. Vorjahressieger Schur musste sich diesmal bei einem Rückstand von 12:18 Minuten mit dem vierten Platz begnügen. Als beste Nachwuchsfahrer konnten sich der Karl-Marx-Städter Horst Lugert und der Leipziger Rainer Marks durchsetzen, die Bergwertung gewann Rainer Marks von der zweiten Mannschaft des SC DHfK Leipzig.

### 1. Etappe:Magdeburg–Nordhausen, 147 km, am 14. August 1962
|    | Fahrer            | Mannschaft                | Zeit       |
| -- | ----------------- | ------------------------- | ---------- |
| 1. | Klaus Ampler      | SC DHfK Leipzig I         | 3:37:18 h  |
| 2. | Helmut Zirngibl   | ASK Vorwärts Leipzig      | + 0:38 min |
| 3. | Manfred Weißleder | SC Wismut Karl-Marx-Stadt | + 2:06 min |

### 2. Etappe: Nordhausen –Bad Langensalza, 100 km, am 15. August 1962
|    | Fahrer             | Mannschaft                  | Zeit       |
| -- | ------------------ | --------------------------- | ---------- |
| 1. | Manfred Weißleder  | SC Wismut Karl-Marx-Stadt I | 2:42:51 h  |
| 2. | Lothar Höhne       | ASK Vorwärts Leipzig II     | + 0:30 min |
| 3. | Gustav Adolf Schur | SC Wiss. DHfK Leipzig I     | + 1:00 min |

### 3. Etappe: Bad Langensalza –Plauen, 220 km, am 16. August 1962
|    | Fahrer           | Mannschaft                | Zeit       |
| -- | ---------------- | ------------------------- | ---------- |
| 1. | Klaus Ampler     | SC DHfK Leipzig I         | 5:45:06 h  |
| 2. | Günter Hoffmann  | ASK Vorwärts Leipzig      | + 2:03 min |
| 3. | Dieter Wiedemann | SC Wismut Karl-Marx-Stadt | + 2:33 min |

### 4. Etappe: Plauen –Zschopau, 140 km, am 17. August 1962
|    | Fahrer              | Mannschaft                  | Zeit       |
| -- | ------------------- | --------------------------- | ---------- |
| 1. | Manfred Weißleder   | SC Wismut Karl-Marx-Stadt I | 3:51:24 h  |
| 2. | Karl Kaminski       | SC Wismut Karl-Marx-Stadt   | + 0:30 min |
| 3. | Rüdiger Tanneberger | SV Dynamo                   | + 1:00 min |

### 5. Etappe: Zschopau –Zittau, 183 km, am 18. August 1962
|    | Fahrer             | Mannschaft                 | Zeit       |
| -- | ------------------ | -------------------------- | ---------- |
| 1. | Gustav-Adolf Schur | SC DHfK Leipzig I          | 4:32:46 h  |
| 2. | Klaus Ampler       | SC Wissens. DHfK Leipzig I | + 0:30 min |
| 3. | Günter Hoffmann    | ASK Vorwärts Leipzig       | + 1:00 min |

### 6. Etappe: Zittau –Görlitz(Einzelzeitfahren), 52 km, am 19. August 1962
|    | Fahrer           | Mannschaft                  | Zeit       |
| -- | ---------------- | --------------------------- | ---------- |
| 1. | Klaus Ampler     | SC DHfK Leipzig I           | 1:19:57 h  |
| 2. | Dieter Wiedemann | SC Wismut Karl-Marx-Stadt I | + 1:54 min |
| 3. | Wolfgang Stamm   | ASK Vorwärts Leipzig        | + 2:13 min |

### 7. Etappe: Görlitz –Finsterwalde, 138 km, am 20. August 1962
|    | Fahrer             | Mannschaft                | Zeit       |
| -- | ------------------ | ------------------------- | ---------- |
| 1. | Siegfried Kettmann | SC DHfK Leipzig II        | 3:23:51 h  |
| 2. | Gottfried Frank    | SC Wismut Karl-Marx-Stadt | + 0:30 min |
| 3. | Dieter Eichholz    | ASK Vorwärts Leipzig      | + 1:00 min |

### 8. Etappe: Finsterwalde –Brandenburg, 175 km, am 21. August 1962
|    | Fahrer              | Mannschaft                      | Zeit       |
| -- | ------------------- | ------------------------------- | ---------- |
| 1. | Rüdiger Tanneberger | SV Dynamo                       | 4:25:09 h  |
| 2. | Karl Kaminski       | SC Wismut Karl-Marx-Stadt       | + 0:30 min |
| 3. | Rainer Marks        | SC Wissenschaft DHfK Leipzig II | + 1:00 min |

### 9. Etappe: Brandenburg – Schönebeck, 125 km, am 22. August 1962
|    | Fahrer            | Mannschaft                   | Zeit       |
| -- | ----------------- | ---------------------------- | ---------- |
| 1. | Egon Adler        | ASK Vorwärts Leipzig I       | 3:19:44 h  |
| 2. | Manfred Weißleder | SC Wismut Karl-Marx-Stadt I  | + 0:30 min |
| 3. | Horst Lugert      | SC Wismut Karl-Marx-Stadt II | + 1:03 min |

## Endergebnisse
|       | Fahrer                | Mannschaft                  | Zeit        |
| 01.   | Klaus Ampler          | SC DHfK Leipzig I           | 33:04:26 h  |
| 02.   | Dieter Wiedemann      | SC Wismut Karl-Marx-Stadt I | + 08:35 min |
| 03.   | Günter Hoffmann       | ASK Vorwärts Leipzig I      | + 10:17 min |
| 04.   | Gustav-Adolf Schur    | SC DHfK Leipzig I           | + 12:18 min |
| 05.   | Manfred Weißleder     | SC Wismut Karl-Marx-Stadt I | + 13:24 min |
| 06.   | Cees Lute             | Niederlande                 | + 13:36 min |
| 07.   | Karl-Heinz Kazmierzak | ASK Vorwärts Leipzig I      | + 14:59 min |
| 08.   | Günter Lörke          | SC DHfK Leipzig I           | + 16:39 min |
| 09.   | Martin Giese          | ASK Vorwärts Leipzig I      | + 16:49 min |
| 10.   | Lothar Höhne          | ASK Vorwärts Leipzig II     | + 17:52 min |
| 11.   | Günter Liebold        | SC Dynamo Berlin            | + 18:10 min |
| 0 ... |                       |                             |             |
| 29.   | Günther Maleska       | SC Dynamo Berlin            | + 39:12 min |
| 0 ... |                       |                             |             |

|     | Fahrer         | Mannschaft                   | Punkte |
| --- | -------------- | ---------------------------- | ------ |
| 01. | Horst Lugert   | SC Wismut Karl-Marx-Stadt II | 23     |
| 02. | Rainer Marks   | SC DHfK Leipzig II           | 23     |
| 03. | Wolfgang Stamm | ASK Vorwärts Leipzig         | 16     |

|     | Fahrer       | Mannschaft           | Punkte |
| --- | ------------ | -------------------- | ------ |
| 01. | Rainer Marks | SC DHfK Leipzig II   | 15     |
| 02. | Klaus Ampler | SC DHfK Leipzig I    | 12     |
| 03. | Gerald Söder | ASK Vorwärts Leipzig | 10     |